# John Ince
John Ince, född 30 maj 1952, är en kanadensisk advokat, politiker, lobbyist för erotiskt konst och författare till boken The Politics of Lust. Han har grundat The Erosha School of Erotic Massage och The Art of Loving i Vancouver i Kanada. Han var också partiledare för Sex Party i British Columbia.

## The Politics of Lust
I The Politics of Lust argumenterar Ince för att det finns en omedveten och irrationell sexuell rädsla i den västerländska kulturen vilket påverkar den västerländska politiska orienteringen.